# 白鳥寿美礼
白鳥 寿美礼（しらとり すみれ、1978年8月19日 - ）は、日本の元AV女優。リズムプロモーション所属。
スリーサイズ B105(K) W64 H94。
2021年1月31日をもって引退。現在は、近藤郁らと共に不定期にイベントに出演。

## 略歴
2011年、タカラ映像より『兄嫁すんごい乳房 白鳥寿美礼』でAVデビューした。
2021年1月31日をもって引退を自身のブログで公表。

## 人物
- 特技：料理・パソコン
- 趣味：音楽鑑賞・ドライブ

## 出演作品
2011年
- 兄嫁すんごい乳房（11月17日、タカラ映像）
- お母さんがもっとシテあげるから…（12月1日、ABC/妄想族）
- 近親相姦 僕だけのでかぱい母（12月15日、センタービレッジ）
- 息子に揉まれ暮らしの母（12月16日、タカラ映像）

2012年
- 初脱ぎ熟女 恥じらい新人デビュー（1月6日、クリスタル映像）他収録:木下奈美、西森早香、葉月サラ
- 特殊浴場の爆乳母（1月19日、タカラ映像）
- 主人には内緒にして下さい（1月25日、マドンナ）
- 月刊口内射精（1月20日、SEX Agent）
- 巨乳巨尻妻 ～わたしの全部、撮ってください～（1月27日、なでしこ）
- ファミ◆レズ ～巨乳母娘～ Kカップ110cmスミレ◆Iカップ106cmサラ（2月3日、クリスタル映像）共演:椿サラ
- 巨乳熟女 2 「おばさんのオッパイで癒してあげる」（2月3日、クリスタル映像）他収録:赤坂真奈美、滝沢すみれ、内田美奈子
- 隣の奥様はJカップ変態セレブ妻（3月8日、ルビー）
- 元一流企業OLの奥さんは逝きまくる爆乳変態マゾ（3月17日、シネマユニット・ガス）
- 母がエクササイズに目覚めたら…（3月19日、ABC/妄想族）
- 息子のムスコを手コキしたい母親集 ～いっぱい精子出るトコ見せて～ 4時間（4月1日、ABC/妄想族）
- M男専門エステ MBCにようこそ（4月6日、OFFICE K’S）共演:黒沢那智、他収録:小嶋ジュンナ、一ノ瀬アメリ（美空あやか、栗栖エリカ）、手嶋ゆな、藤北彩香
- 巨乳淫猥レズ美アン 杏美月×白鳥寿美礼（4月13日、U&K）共演:杏美月
- ウチの子とヤラせてあげるから、あなたの息子とSEXさせてよ （5月3日、グローリークエスト）共演:青木美空
- たびじ 親戚の爆乳叔母さん（5月17日、タカラ映像）
- 息子のセンズリ見ていたら…欲情しムシャブリ回す母親 3（6月1日、お母さん.com）
- お色気P○A会長をやっちまえ！ ～爆乳熟女×2人のマセガキ編～（6月7日、グローリークエスト）
- 爆乳揃いのレズ風俗（6月13日、U&K）他収録:黒沢那智、有奈めぐみ、杏美月、折原ゆかり、加山なつこ
- 禁断同性愛 熟娘のいけない関係（6月22日、レディース・ルーム）共演:小滝みい菜
- ヌル撮 オイルマッサージ 心理カウンセラーのセラピー猥褻マッサージ（6月21日、グローリークエスト）他収録:宇佐美なな、長澤果奈、沙藤ユリ、鮎川千里
- 爆乳女社長 若手社員に嫌という程パワハラ性感 5（6月25日、未来・フューチャー）
- 豊満熟女隊が行く 看護師に成りすまし深夜の病院でリアル逆夜這い（7月10日、ホットエンターテイメント）他収録:本真ゆり、葉月奈穂（葉月菜穂）
- 熟女の濃厚授乳手コキ（7月20日、お母さん.com）他収録:南レイ 山本美和子 青空小夏 藤下梨花 愛乃 島谷愛 結城みさ 杏美月
- 慰み者にされた爆乳妻！～出会い系で知り合った男の毒牙にかかり、公衆肉便所になった人妻の憂い…～（8月1日、LADY★BABA/エマニエル）
- 熟年者のセックスライフ 4（8月5日、ジャネス）共演:稲森琴
- 人妻温泉レズ旅行（8月15日、ジャネス）共演:白鳥美玲
- セクハラレッスンで有名なゴルフコーチがいる打ちっぱなしゴルフ場に通いつめる奥様たちは爆乳をブルンブルン揺らして感じまくる 2（8月16日、グローリークエスト）共演:櫻井夕樹、前田友美
- 大阪梅田 AV女優在籍 巨乳爆乳デリバリーヘルス Prae プラエ 出演女優にナマで逢えます！（8月19日、フェチマニアック映像制作所/妄想族）他出演:杏美月、川伊まな、北川弥生
- プレミアムベスト白鳥寿美礼 4時間（8月19日、ABC/妄想族）
- 飢えた人妻たちの不倫パーティー（♀3×♂3） Part2（8月24日、なでしこ）共演:稲森琴
- 美熟女ファン感謝祭！人気美熟女優たちがファンのお宅を突撃訪問！素人ファンとヤりまくりSP！！「私の膣内にイッパイ射精してね」（9月1日、LADY★BABA/エマニエル）
- 巨乳ママさんバレー部合宿 3（9月6日、グローリークエスト）共演:石川しずか、石原諒子、石黒樹里、滝沢すみれ、仲間麗奈
- 湯けむり旅館 近親家族旅行（9月28日、なでしこ）
- 姑の卑猥過ぎる巨乳を狙う娘婿（10月4日、グローリークエスト）出演:折原ゆかり、一色まりな、美咲結衣
- 超爆乳の母姉妹と狭苦しい四畳半で汗だく近親相姦生活（10月18日、ROCKET）共演:長澤あずさ、杏美月
- 巨乳団地妻たちの中出し自宅ソープ（11月15日、グローリークエスト）出演:折原ゆかり、一色まりな、美咲結衣

2013年
- 友達の母親-最終章-（1月10日、センタービレッジ）
- 膣内射精肉便器にされた巨乳熟女妻（1月10日、センタービレッジ）
- 美熟女とロリ娘の濃厚キス・顔舐め・飲唾（1月20日、ジャネス）
- 亡き母への愛と義母への憎しみ 義母監禁調教（1月25日、グローバルメディアエンタテインメント）
- 巨乳人妻の味わい方 4時間（1月25日、なでしこ）
- 白鳥寿美礼でござひます。（2月7日、タカラ映像）
- 巨乳淫乱人妻と肉感悶絶介護士 バツイチ人妻レズ調教（2月13日、U&K）共演:石川しずか　他
- 欲求不満の爆乳熟女をヤッちゃいました。（3月7日、グローリークエスト）
- 人妻レズ凌辱（4月13日、U&K）共演:石川しずか
- 近親ペニバンファック！（母と娘の異常性癖（4月15日、ジャネス）共演:小滝みい菜 他
- 黒人初解禁 黒人巨大マラ VS 白鳥寿美礼 34歳 女王陛下の黒い肉棒（6月25日、グローバルメディアエンタテインメント）
- マダム巨乳チアリーダー（7月5日、クリスタル映像）共演:堀川奈美、有奈めぐみ、折原ゆかり
- 美熟女たちの集団フェラチオパーティー（7月25日、ジャネス）共演:稲森琴  他収録:山本美和子 他
- 集団乱交 3対3 6Pスワッピング（8月5日、ジャネス）共演:稲森琴  他収録:山本美和子 他
- 豊満爆乳ムチムチナース デカパイ熟女看護師 三人娘のエロエロ医療現場（8月25日、グローバルメディアエンタテインメント）共演:青木りん、折原ゆかり
- 旦那に隠れてする奥様との○×△ ないしょ、ナイショ、内緒！（10月1日、ＦＡプロ）共演:望月伊織、手塚みや
- 近親温泉旅（10月15日、マニアゼロ）
- 義姉さん、いっ妹よりずっといいよ…。（11月13日、タカラ映像）
- 素人さんいらっしゃい！AV女優白鳥寿美礼と混浴露天温泉でHなことしませんか？（11月21日、グローリークエスト）

2014年
- 姦（や）る為だけの卑猥な淫部 愛人のお○んこ（2月1日、ＦＡプロ）共演:堀ゆずき、手塚みや
- ドスケベ老人ホームへようこそ 2（3月6日、グローリークエスト）共演:武藤つぐみ、間宮純
- 青山通りの若い娘ばかりを狙う性感レズエステサロン（3月19日、スタイルアート）
- 変態家族のハメ撮り1泊旅行 2（4月17日、グローリークエスト）共演:渡辺もも
- エロ年増 30（6月6日、クリスタル映像）他収録:松嶋友里恵、菊川麻里、椎名綾
- 人妻スワッピング～男に飢えた熟女たちのヤリコンパーティー～ 3（6月15日、マニアゼロ）共演:稲森琴
- 日焼け縛乳 黒豚メス調教 （6月20日、クリスタル映像）
- Fitch3周年記念！猥褻交尾（7月1日、Fitch）共演:葉月奈穂
- 肉熟人妻中出し 1（7月13日、マザー）
- 肉熟母さんの息子愛 2（8月10日、マザー）
- タイムスリップおじさん（9月4日、グローリークエスト）共演:愛須心亜、山本美和子
- Twitt●rで人気のAV女優 SNSでますますAV女優が好きになる…アナタもフォローしてみませんか？（9月14日、クリスタル映像）